# Nouhant
Nouhant est une commune française située dans le département de la Creuse en région Nouvelle-Aquitaine.

## Géographie
La Verneigette, affluent de la Voueize, prend sa source sur le territoire communal.
| Treignat Allier | Archignat Allier | Saint-Martinien Allier |
| Soumans         | Nouhant          | Lamaids Allier         |
| Verneiges       | Lépaud           | Viersat                |

Cette commune compte 30 villages ou hameaux :
L'Age-Grillon, Boueix, Le Bourgnon, La Bregère, Le Breuil, Cancagnole, Chantalouette, Chaud, Chaumette, Le Clos, Le Compas, La Correspondance, L'Étang-de-Nouhant, La Forge, Le Fressinaud, Lascoux, Le Magdelon, Le Malvaud, Modard, Le Montgiraud, Les Parques, Le Plaids, Renardives, La Ribière, Rouletoupy, La Sagne, La Sagne-du-Bourgnon, Les Trois-Taillants, Le Vernet, La Vie.

### Climat
Pour des articles plus généraux, voir Climat de la Nouvelle-Aquitaine et Climat de la Creuse.
Historiquement, la commune est exposée à un climat montagnard.  
En 2020, Météo-France publie une typologie des climats de la France métropolitaine dans laquelle la commune est exposée à un climat de montagne et est dans la région climatique  Ouest et nord-ouest du Massif Central, caractérisée par une pluviométrie annuelle de 900 à 1 500 mm, maximale en automne et en hiver.
Pour la période 1971-2000, la température annuelle moyenne est de 10,4 °C, avec une amplitude thermique annuelle de 15,1 °C. Le cumul annuel moyen de précipitations est de 866 mm, avec 11,6 jours de précipitations en janvier et 7,9 jours en juillet. Pour la période 1991-2020, la température moyenne annuelle observée sur la station météorologique la plus proche, située sur la commune de Boussac à 15 km à vol d'oiseau, est de 11,0 °C et le cumul annuel moyen de précipitations est de 896,4 mm,. Pour l'avenir, les paramètres climatiques de la commune estimés pour 2050 selon différents scénarios d'émission de gaz à effet de serre sont consultables sur un site dédié publié par Météo-France en novembre 2022.

## Urbanisme

### Typologie
Au 1er janvier 2024, Nouhant est catégorisée commune rurale à habitat très dispersé, selon la nouvelle grille communale de densité à 7 niveaux définie par l'Insee en 2022.
Elle est située hors unité urbaine. Par ailleurs la commune fait partie de l'aire d'attraction de Montluçon, dont elle est une commune de la couronne,. Cette aire, qui regroupe 58 communes, est catégorisée dans les aires de 50 000 à moins de 200 000 habitants,.

### Occupation des sols
L'occupation des sols de la commune, telle qu'elle ressort de la base de données européenne d’occupation biophysique des sols Corine Land Cover (CLC), est marquée par l'importance des territoires agricoles (95,2 % en 2018), une proportion sensiblement équivalente à celle de 1990 (95,1 %). La répartition détaillée en 2018 est la suivante : 
prairies (60,2 %), zones agricoles hétérogènes (29 %), terres arables (5,9 %), forêts (4,8 %). L'évolution de l’occupation des sols de la commune et de ses infrastructures peut être observée sur les différentes représentations cartographiques du territoire : la carte de Cassini (XVIIIe siècle), la carte d'état-major (1820-1866) et les cartes ou photos aériennes de l'IGN pour la période actuelle (1950 à aujourd'hui).

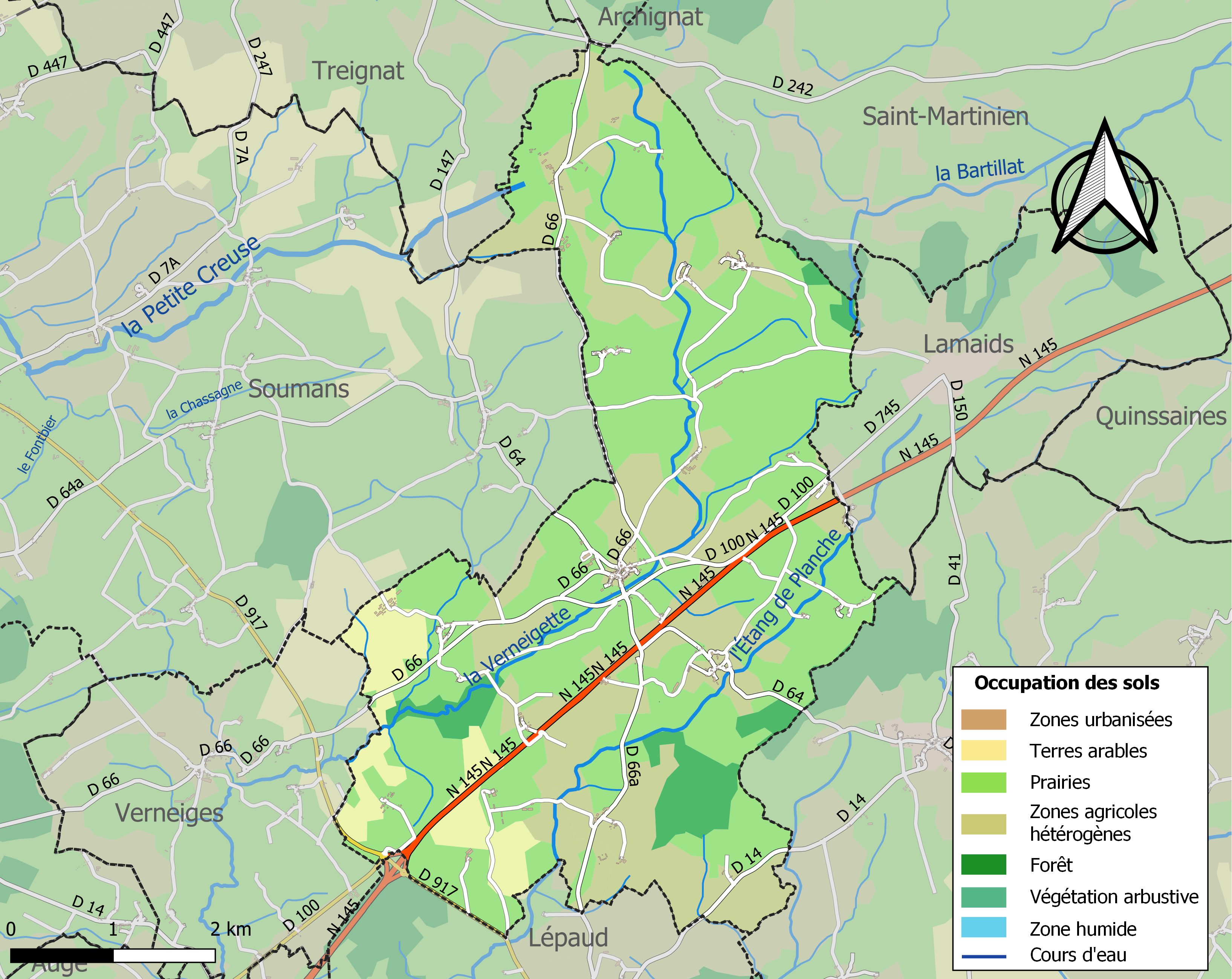
Carte des infrastructures et de l'occupation des sols de la commune en 2018 (CLC).

#### Transport routier
- Réseau TransCreuse

### Risques majeurs
Le territoire de la commune de Nouhant est vulnérable à différents aléas naturels : météorologiques (tempête, orage, neige, grand froid, canicule ou sécheresse) et séisme (sismicité faible). Il est également exposé à un risque technologique,  le transport de matières dangereuses, et à un risque particulier : le risque de radon. Un site publié par le BRGM permet d'évaluer simplement et rapidement les risques d'un bien localisé soit par son adresse soit par le numéro de sa parcelle.

#### Risques naturels

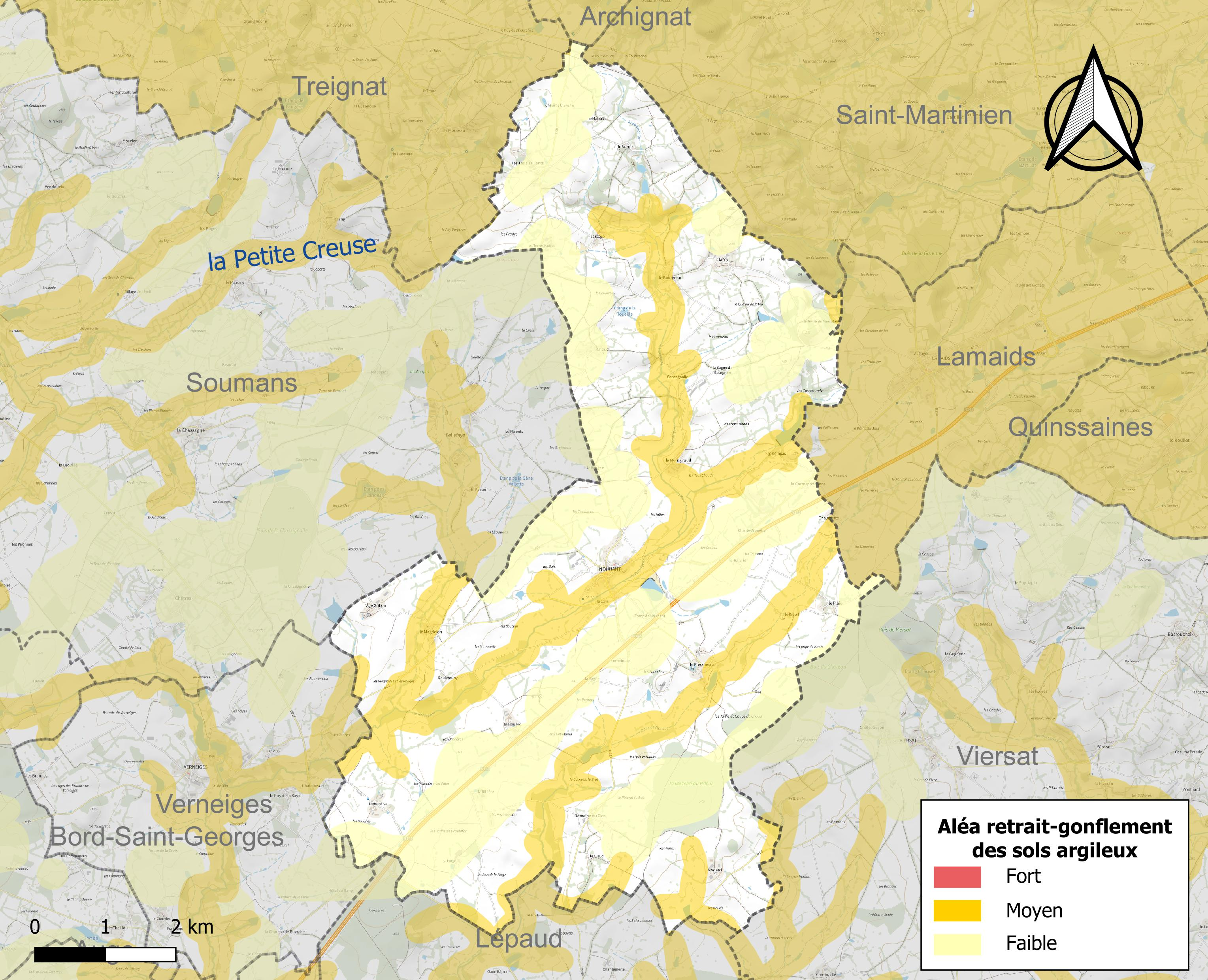
Carte des zones d'aléa retrait-gonflement des sols argileux de Nouhant.

Le retrait-gonflement des sols argileux est susceptible d'engendrer des dommages importants aux bâtiments en cas d’alternance de périodes de sécheresse et de pluie. 23,3 % de la superficie communale est en aléa moyen ou fort (33,6 % au niveau départemental et 48,5 % au niveau national). Sur les 199 bâtiments dénombrés sur la commune en 2019,  62 sont en aléa moyen ou fort, soit 31 %, à comparer aux 25 % au niveau départemental et 54 % au niveau national. Une cartographie de l'exposition du territoire national au retrait gonflement des sols argileux est disponible sur le site du BRGM,.
Par ailleurs, afin de mieux appréhender le risque d’affaissement de terrain, l'inventaire national des cavités souterraines permet de localiser celles situées sur la commune.
La commune a été reconnue en état de catastrophe naturelle au titre des dommages causés par les inondations et coulées de boue survenues en 1982 et 1999. Concernant les mouvements de terrains, la commune a été reconnue en état de catastrophe naturelle au titre des dommages causés par des mouvements de terrain en 1999.

#### Risques technologiques
Le risque de transport de matières dangereuses sur la commune est lié à sa traversée par une ou des infrastructures routières ou ferroviaires importantes ou la présence d'une canalisation de transport d'hydrocarbures. Un accident se produisant sur de telles infrastructures est susceptible d’avoir des effets graves sur les biens, les personnes ou l'environnement, selon la nature du matériau transporté. Des dispositions d’urbanisme peuvent être préconisées en conséquence.

#### Risque particulier
Dans plusieurs parties du territoire national, le radon, accumulé dans certains logements ou autres locaux, peut constituer une source significative d’exposition de la population aux rayonnements ionisants. Certaines communes du département sont concernées par le risque radon à un niveau plus ou moins élevé. Selon la classification de 2018, la commune de Nouhant est classée en zone 3, à savoir zone à potentiel radon significatif.

## Toponymie
Noent en bourbonnais d'oc et marchois, deux dialectes du Croissant.

## Politique et administration
| Période                                  | Période  | Identité         | Étiquette | Qualité                                                                              |
| ---------------------------------------- | -------- | ---------------- | --------- | ------------------------------------------------------------------------------------ |
| (maire en 1981)                          |          | Armand Teil      |           |                                                                                      |
| mars 2001                                | 2008     | Robert Romain    |           |                                                                                      |
| mars 2008                                | En cours | Nicolas Simonnet | UMP-LR    | Cadre, conseiller général puis départemental, Président de la Communauté de communes |
| Les données manquantes sont à compléter. |          |                  |           |                                                                                      |

## Démographie

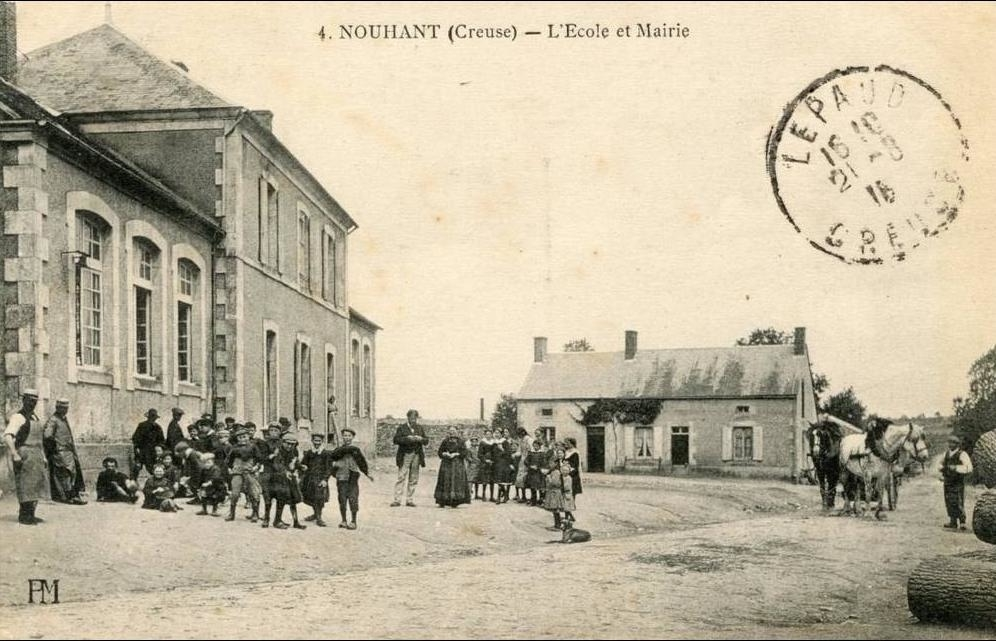
Carte postale du village vers 1910.

L'évolution du nombre d'habitants est connue à travers les recensements de la population effectués dans la commune depuis 1793. Pour les communes de moins de 10 000 habitants, une enquête de recensement portant sur toute la population est réalisée tous les cinq ans, les populations de référence des années intermédiaires étant quant à elles estimées par interpolation ou extrapolation. Pour la commune, le premier recensement exhaustif entrant dans le cadre du nouveau dispositif a été réalisé en 2007.

En 2022, la commune comptait 301 habitants, en évolution de +2,03 % par rapport à 2016 (Creuse : −3,32 %, France hors Mayotte : +2,11 %).
| 1793 | 1800 | 1806 | 1821 | 1831 | 1836 | 1841 | 1846 | 1851 |
| ---- | ---- | ---- | ---- | ---- | ---- | ---- | ---- | ---- |
| 575  | 562  | 536  | 660  | 696  | 700  | 720  | 735  | 737  |

| 1856 | 1861 | 1866 | 1872 | 1876 | 1881 | 1886 | 1891 | 1896 |
| ---- | ---- | ---- | ---- | ---- | ---- | ---- | ---- | ---- |
| 680  | 658  | 701  | 734  | 746  | 726  | 730  | 720  | 718  |

| 1901 | 1906 | 1911 | 1921 | 1926 | 1931 | 1936 | 1946 | 1954 |
| ---- | ---- | ---- | ---- | ---- | ---- | ---- | ---- | ---- |
| 741  | 732  | 705  | 666  | 661  | 675  | 652  | 610  | 576  |

| 1962 | 1968 | 1975 | 1982 | 1990 | 1999 | 2006 | 2007 | 2012 |
| ---- | ---- | ---- | ---- | ---- | ---- | ---- | ---- | ---- |
| 559  | 508  | 446  | 378  | 355  | 323  | 313  | 312  | 315  |

| 2017 | 2022 | - | - | - | - | - | - | - |
| ---- | ---- | - | - | - | - | - | - | - |
| 283  | 301  | - | - | - | - | - | - | - |

## Culture locale et patrimoine

### Lieux et monuments
Nouhant comporte deux monuments :
- l'église Saint-Martin, romane et ogivale, des XIIIe siècle et XVe siècle, avec chapelle seigneuriale. L'édifice a été inscrit au titre des monuments historique en 1935[24] ;
- la maison forte du Fressinaud XVe siècle (propriété privée) : maison forte flanquée de quatre tours percées de meurtrières. Elle est inscrite partiellement (façades et toitures) au titre des monuments historiques arrêté du 25 mars 2002[25] ;

- le château du Claud.

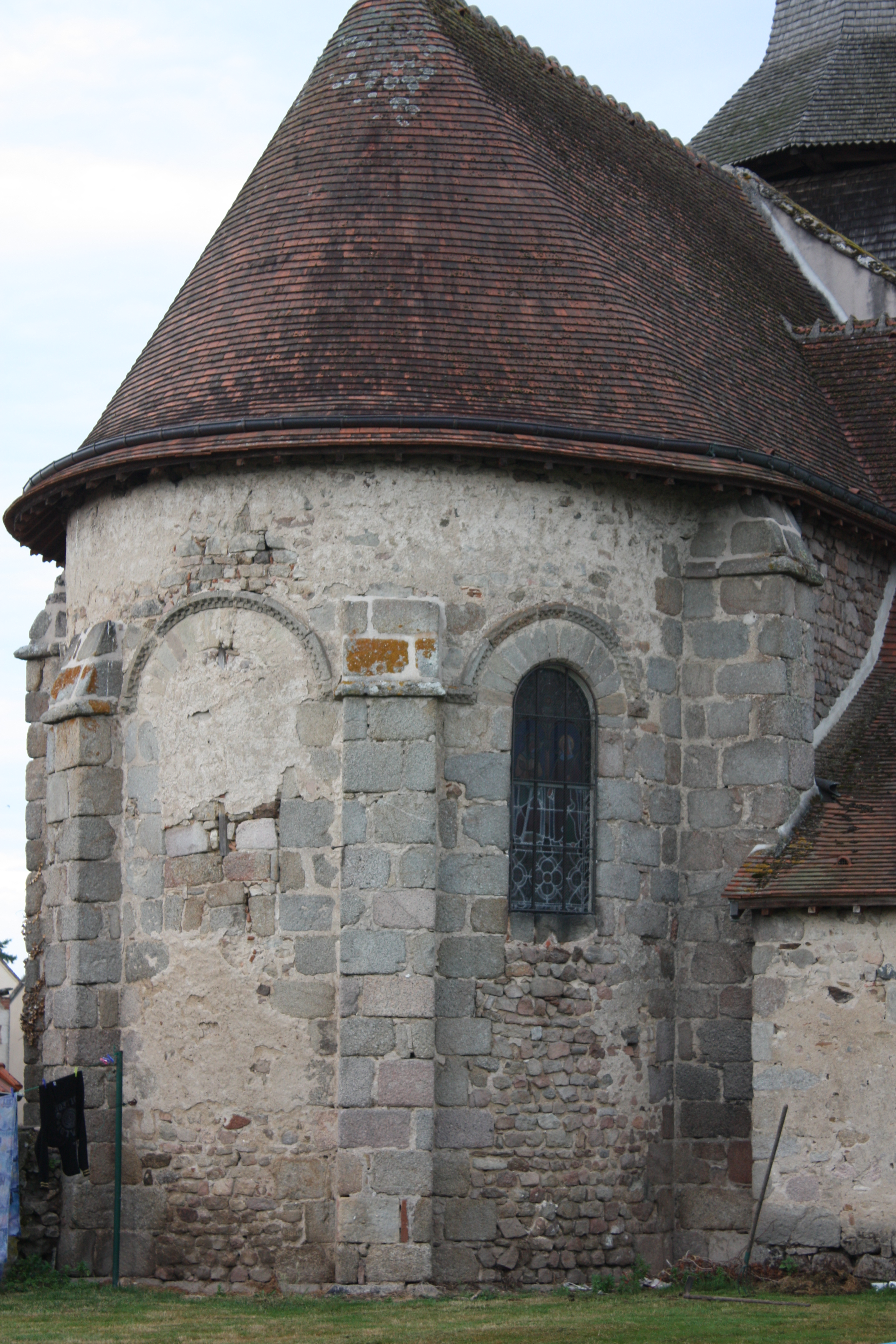
Chevet de l'église Saint-Martin.
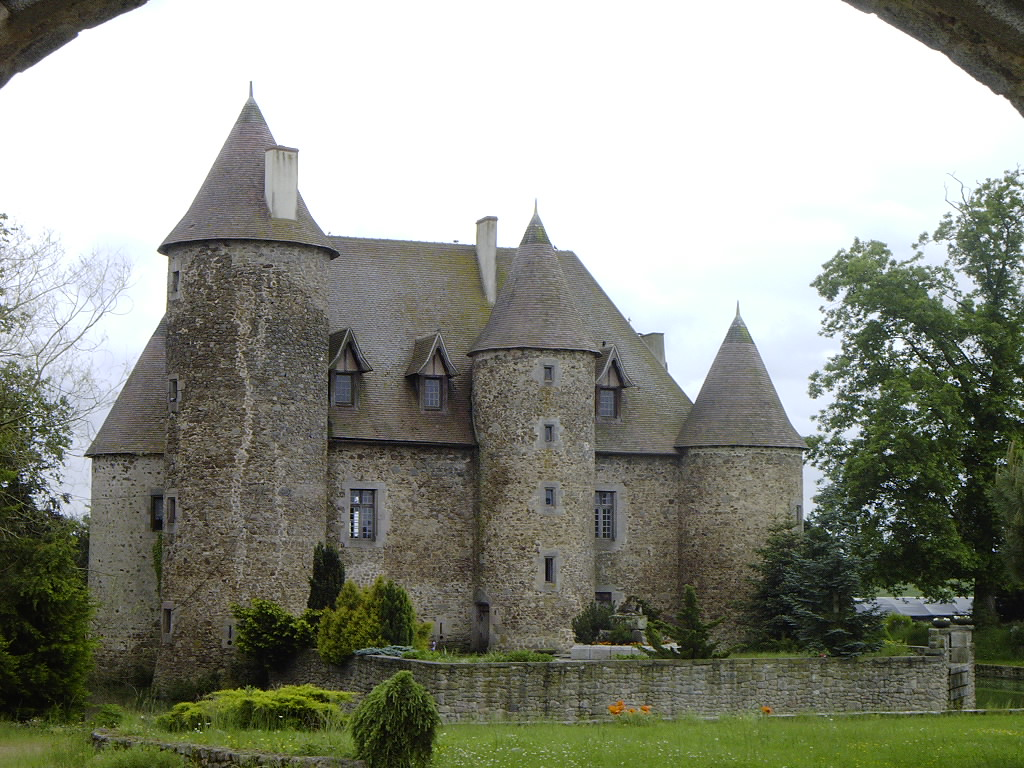
Maison forte du Fressinaud.
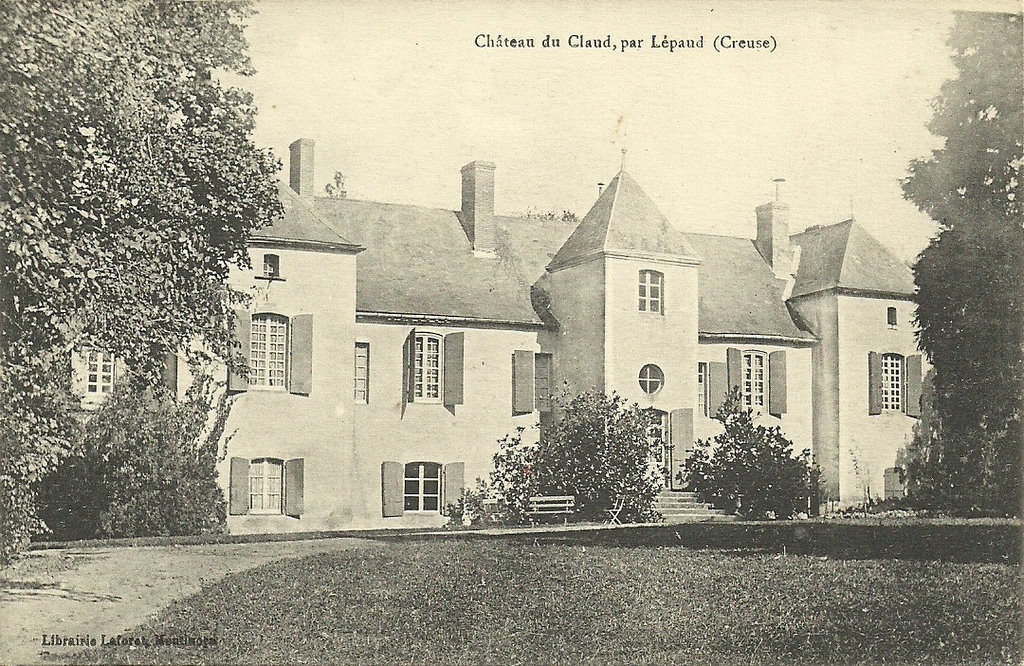
Château du Claud.

### Héraldique
| Blason de Nouhant | Blason  | D'azur à une aigle d'argent becquée et membrée de gueules ; au chef cousu* de gueules chargé d'une épée d'or posée en fasce.                                                                                    |
| Blason de Nouhant | Détails | * Ces armes emploient le terme « cousu » dans le seul but de contrevenir à la règle de contrariété des couleurs : elles sont fautives (gueules sur azur). Création Jean-François Binon, adoptée par la commune. |